# Cục Đường thủy nội địa Việt Nam
Cục Đường thủy nội địa Việt Nam (tiếng Anh: Vietnam Inland Waterways Administration, viết tắt là VIWA) là cơ quan trực thuộc Bộ Giao thông vận tải, thực hiện chức năng tham mưu, giúp Bộ trưởng Bộ Giao thông vận tải quản lý nhà nước và tổ chức thực thi pháp luật chuyên ngành giao thông vận tải đường thủy nội địa trong phạm vi cả nước.
Cục Đường thủy nội địa Việt Nam thành lập ngày 11/8/1956, theo Nghị định số 70/NĐ ngày 11/8/1956 của Bộ trưởng Bộ Giao thông và Bưu điện, với tiền thân là Cục Vận tải Đường thủy.
Chức năng, nhiệm vụ, quyền hạn và cơ cấu tổ chức của Cục Đường thủy nội địa Việt Nam được quy định tại Quyết định số 383/QĐ-BGTVT ngày 30/3/2023 của Bộ trưởng Bộ Giao thông vận tải.

## Nhiệm vụ và quyền hạn
Theo Điều 2, Quyết định số 383/QĐ-BGTVT ngày 30/3/2023 của Bộ trưởng Bộ Giao thông vận tải, Cục Đường thủy nội địa Việt Nam có các nhiệm vụ, quyền hạn chính trong các lĩnh vực:
1. Kết cấu hạ tầng giao thông đường thủy nội địa.
2. Tổ chức quản lý hoạt động tại cảng, bến thủy nội địa.
3. Phương tiện thủy nội địa, đào tạo thuyền viên, người lái phương tiện thủy nội địa (trừ phương tiện của phương tiện làm nhiệm vụ quốc phòng, an ninh, tàu cá, tàu, thuyền thể thao và vui chơi giải trí).
4. Hoạt động vận tải thủy nội địa.
5. An toàn, an ninh giao thông đường thủy nội địa.
6. Bảo vệ môi trường trong hoạt động giao thông vận tải đường thủy nội địa.
7. Đầu tư xây dựng, hợp tác quốc tế về đường thủy nội địa.

## Lãnh đạo Cục[4]
- Cục trưởng: Bùi Thiên Thu
- Phó Cục trưởng:

1. Hoàng Minh Toàn
2. Lê Minh Đạo
3. Tống Hoàng Kha

## Cơ cấu tổ chức
(Theo Điều 3, Quyết định số 383/QĐ-BGTVT ngày 30/3/2023 của Bộ trưởng Bộ Giao thông vận tải)

### Các tổ chức giúp việc Cục trưởng
- Văn phòng Cục
- Phòng Kế hoạch - Tài chính
- Phòng Quản lý kết cấu hạ tầng
- Phòng Khoa học công nghệ - Hợp tác quốc tế và Môi trường
- Phòng Tổ chức cán bộ
- Phòng Vận tải - An toàn giao thông
- Phòng Pháp chế - Thanh tra

### Chi cục Đường thủy nội địa khu vực
- Chi cục Đường thủy nội địa khu vực I
- Chi cục Đường thủy nội địa khu vực II
- Chi cục Đường thủy nội địa khu vực III

### Cảng vụ Đường thủy nội địa khu vực
- Cảng vụ Đường thủy nội địa khu vực I
- Cảng vụ Đường thủy nội địa khu vực II
- Cảng vụ Đường thủy nội địa khu vực III
- Cảng vụ Đường thủy nội địa khu vực IV
- Cảng vụ Đường thủy nội địa khu vực V

### Các tổ chức sự nghiệp trực thuộc
- Trường Cao đẳng Giao thông vận tải đường thủy I
- Trường Cao đẳng Giao thông vận tải đường thủy II